# Pietismus

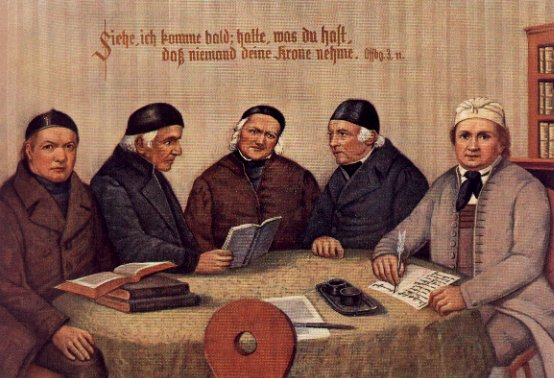
„Fünf-Brüder-Bild“ (Osobnosti tzv. württemberského pietismu). Zleva doprava: Johannes Schnaitmann (1767–1847), Anton Egeler (1770–1850), Johann Martin Schäffer (1763–1851), Immanuel Gottlieb Kolb (1784–1859) a Johann Michael Hahn (1758–1819)

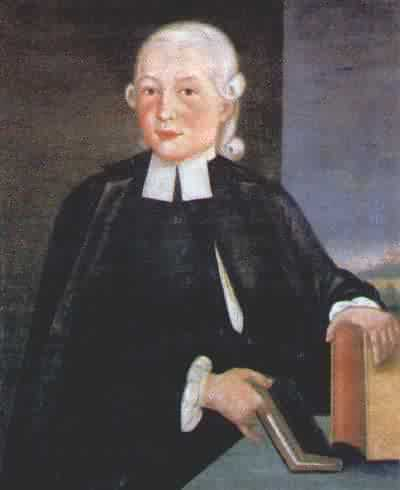
Philipp Friedrich Hiller (1699–1769), evangelický farář a významný představitel württemberského pietismu.

Pietismus (název vznikl kombinací latinského pietas: „bohabojnost“, „zbožnost“ a latinizované řecké koncovky -ismós, která označuje zesílené vnitřní stanovisko, postoj nebo ideologii) je po protestantské reformaci nejvýznamnějším reformním hnutím v rámci protestantských církví, které vzniklo ve 2. polovině 17. století a stále výrazně ovlivňuje praxi některých protestantských církví.

## Historie
Pietismus reagoval na strnulost protestantské ortodoxní dogmatiky. Klade důraz na praktickou zbožnost; osobní zodpovědnost za spasení své i svých bližních, křesťan musí veškerý svůj vnitřní i vnější život vědomě podřídit křesťanským zásadám. Kdo v takovéto jednotě s Bohem a se stejně smýšlejícími stojí, ten je v pietistickém pojmosloví obrácen neboli znovuzrozen.
Za zakladatele pietismu je pokládán Philipp Jacob Spener, který nastínil reformní program pietismu v díle Pia desideria (lat. zbožná přání). Mezi základní požadavky pietismu dle Spenerova díla patří důkladnější znalost bible, účast laiků v činnosti církve na základě všeobecného kněžství a křesťanská životni praxe, namísto pouhé znalosti dogmatiky. Mezi další představitele patřil také např. August Hermann Francke. Z hlediska sociologického byl pietismus protestem proti klerikalizaci církve a zásadnímu vlivu světské moci ve věcech víry a náboženství v luterských církvích.

## Pietistické směry
V pietismu se vytvořilo několik směrů. Mezi nejvýznamnější patří:
1. Hallský směr (německy Der Hallesche Pietismus), jehož centrem bylo město Halle nad Sálou a jejímž představitelem byl Augustin Hermann Francke,
2. Ochranovský směr (německy Der Herrnhuter Pietismus), jehož reprezentantkou je obnovená Jednota bratrská v Ochranově, jejímž čelným představitelem byl Mikuláš Ludvík hrabě z Zinzendorfu.

## Pietismus v českých zemích
Pietismus silně ovlivnil tajné nekatolíky v Čechách a na Moravě, jakož i tolerované luterány ve Slezsku.
V Čechách a na Moravě byl pietismus klíčovým faktorem, který umožnil tajným protestantům přetrvat v 18. století při své víře až do vydání tolerančního patentu.
Jedním z center slezského pietismu se stal Těšín, kde působili pietisté hallského směru; mezi ně patří Johann Adam Steinmetz, Jiří Sarganek či Jan Liberda.